# Cyclophora lundbladi
Cyclophora lundbladi är en fjärilsart som beskrevs av Felix Bryk 1940. Cyclophora lundbladi ingår i släktet Cyclophora och familjen mätare. Inga underarter finns listade i Catalogue of Life.